# Fontaine de la Vierge (Paris)
Pour les articles homonymes, voir Fontaine de la Vierge.
La fontaine de la Vierge (ou fontaine de l'Archevêché, ou encore fontaine de Notre-Dame) est une fontaine située dans le 4e arrondissement de Paris, en France.

## Localisation
La fontaine de la Vierge est placée dans le square Jean-XXIII, derrière le chevet de la cathédrale Notre-Dame de Paris. Elle se situe au centre d'un parterre de pelouse, à peu près à l'emplacement de l'ancienne rue de l'Abreuvoir.

## Description
La fontaine est un édifice de plan triangulaire, très élancé, d'une dizaine de mètres de haut. La base de la fontaine est constituée de trois faces, dont les angles sont biseautés, lui donnant l'aspect d'un hexagone irrégulier. Chacun des angles est occupé par la statue d'un archange, reposant chacun sur un petit piédestal d'où jaillit l'eau de la fontaine. La base est surmontée par trois colonnes qui soutiennent une flèche dentelée. Le centre des colonnes abrite une Vierge à l'Enfant, sculptée par Louis Merlieux, posée sur un pilier.
La base de la fontaine repose dans une vasque à six côtés : trois de ces côtés, correspondant aux faces de la base, sont droits ; les trois autres, correspondant aux angles, sont semi-circulaires. La vasque repose elle-même sur un bassin hexagonal.

## Historique
La fontaine est créée par Alphonse Vigoureux en 1845, afin d'équiper le square Jean-XXIII (alors square de l'Archevêché), créé l'année précédente.

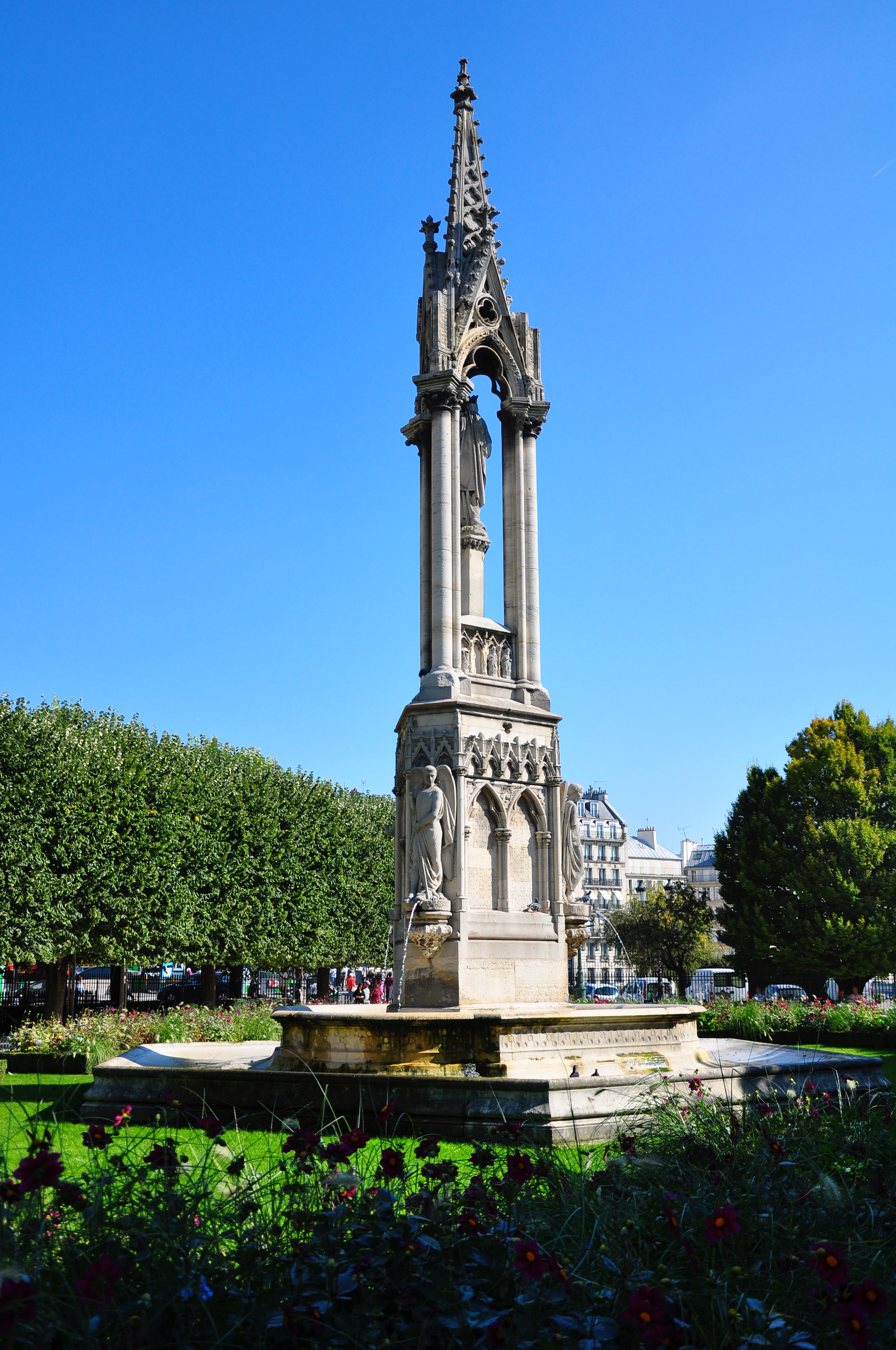
Vue de près.
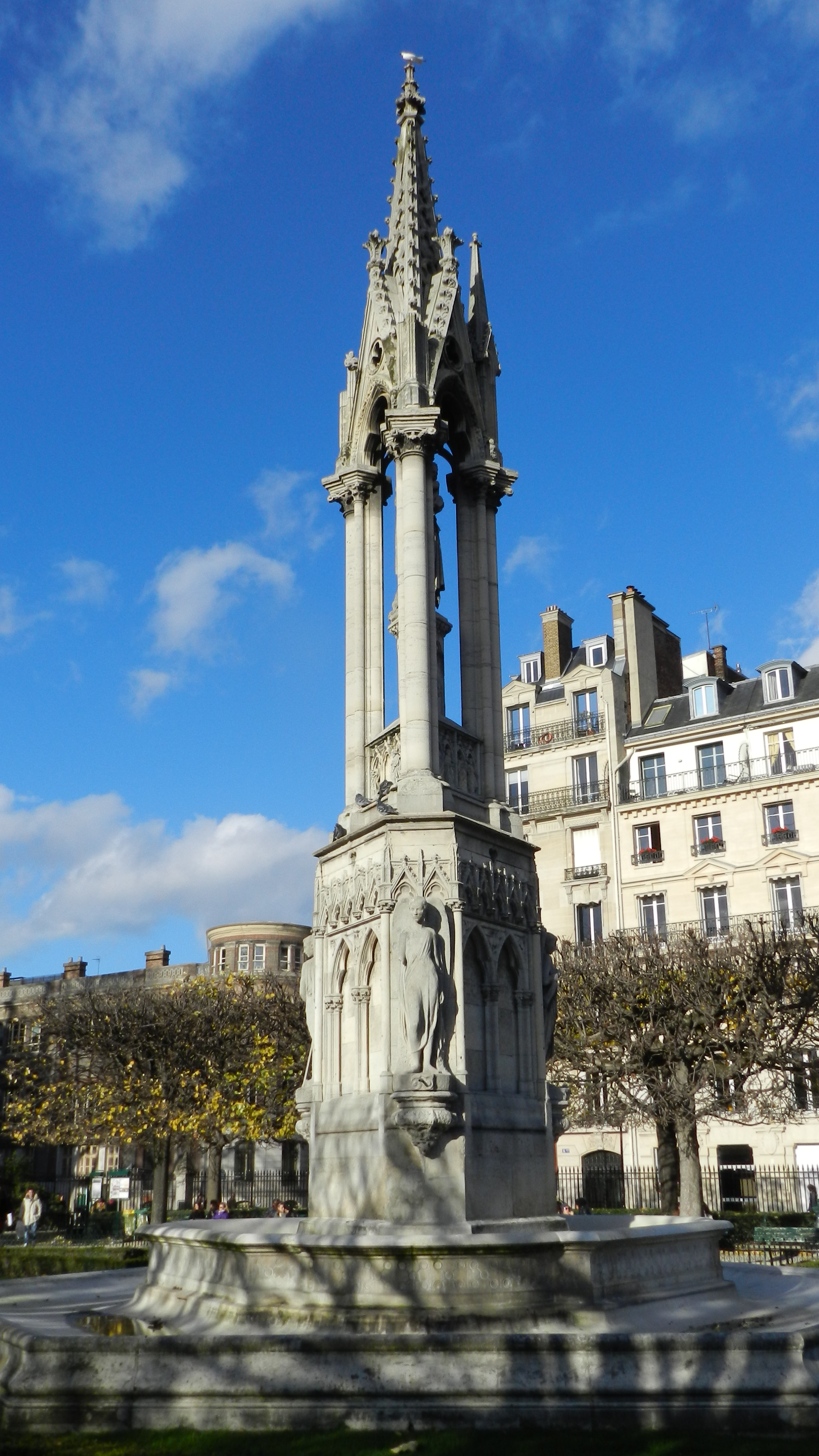
Vue de près.
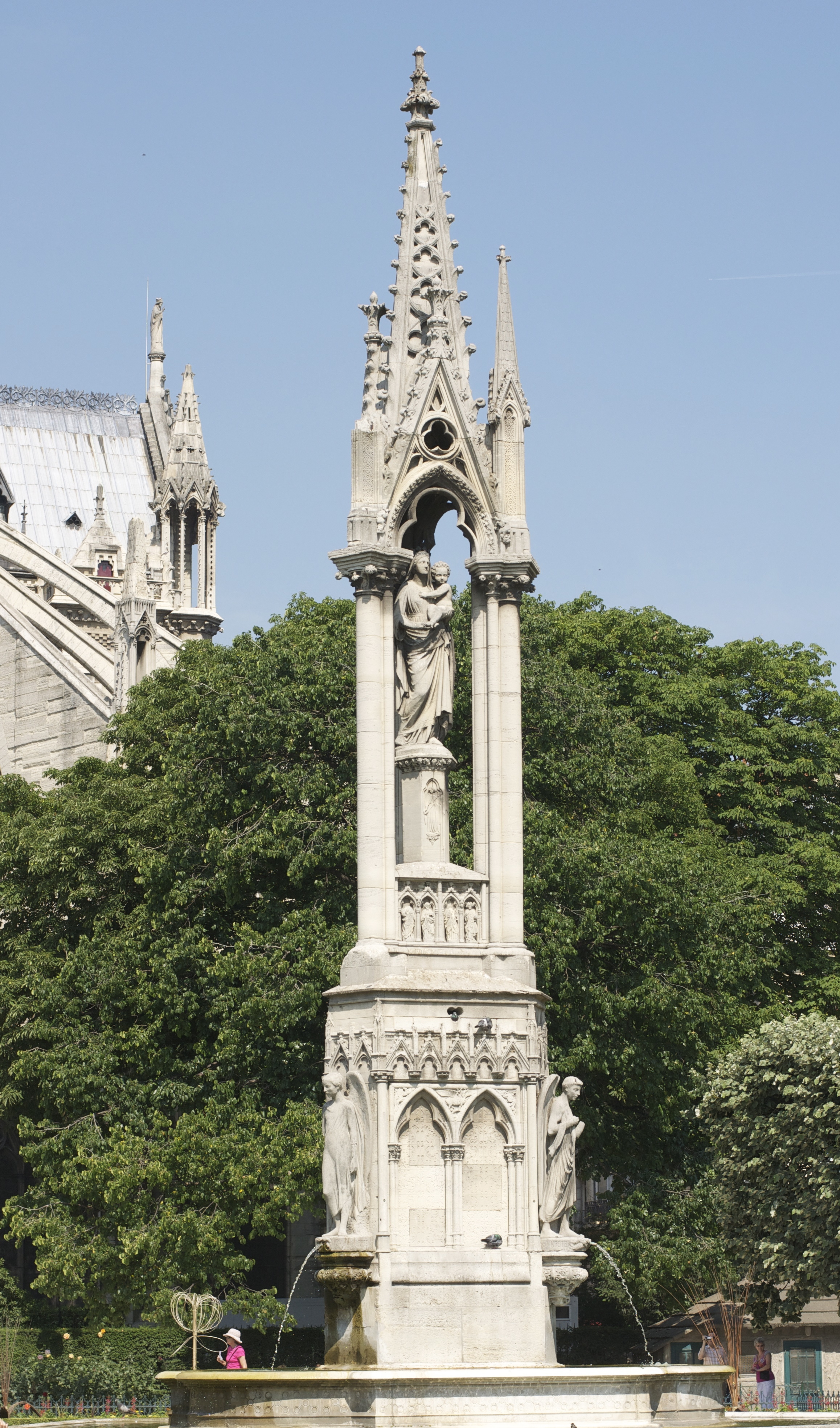
Groupe statuaire.
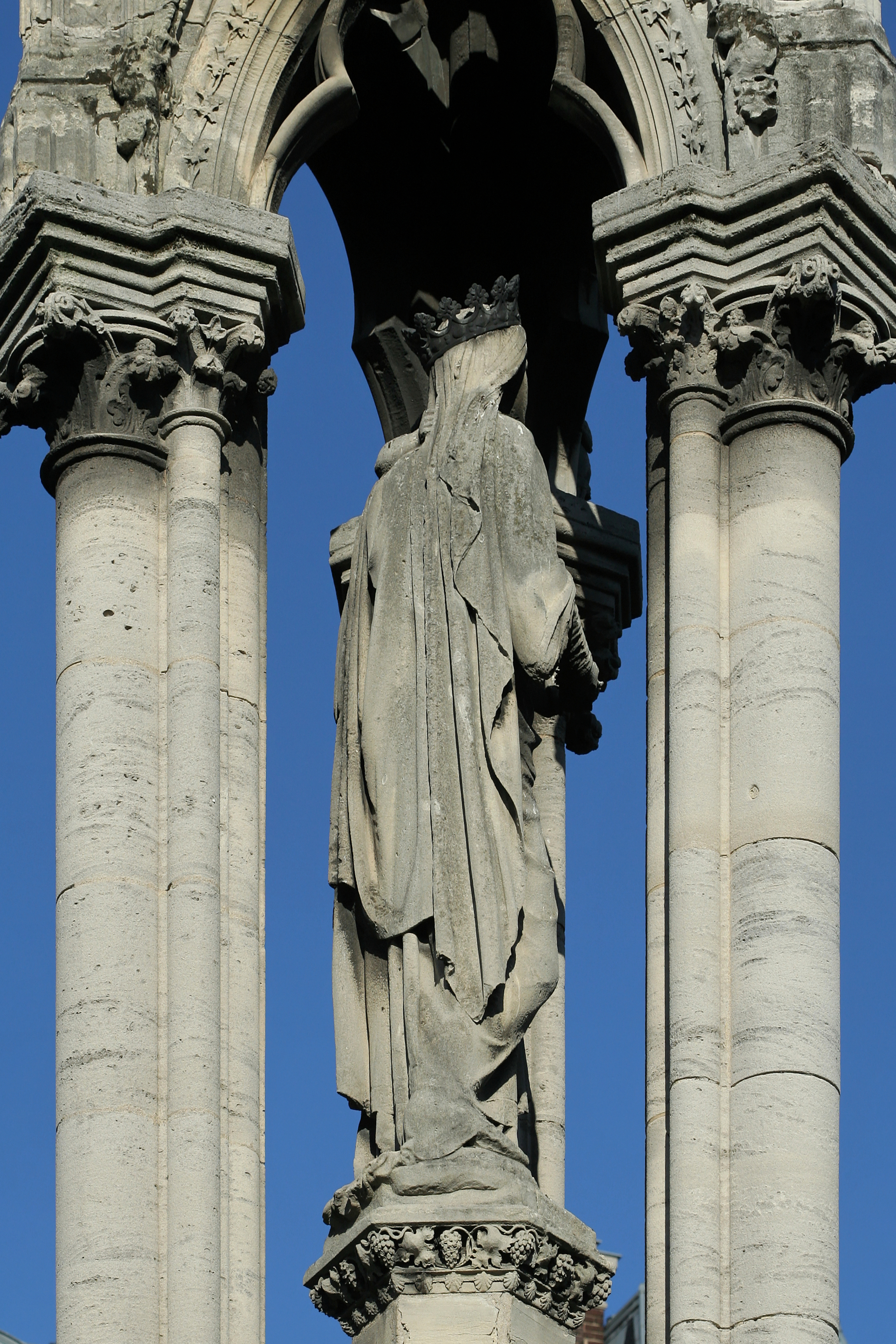
Détail de la Vierge, de dos.
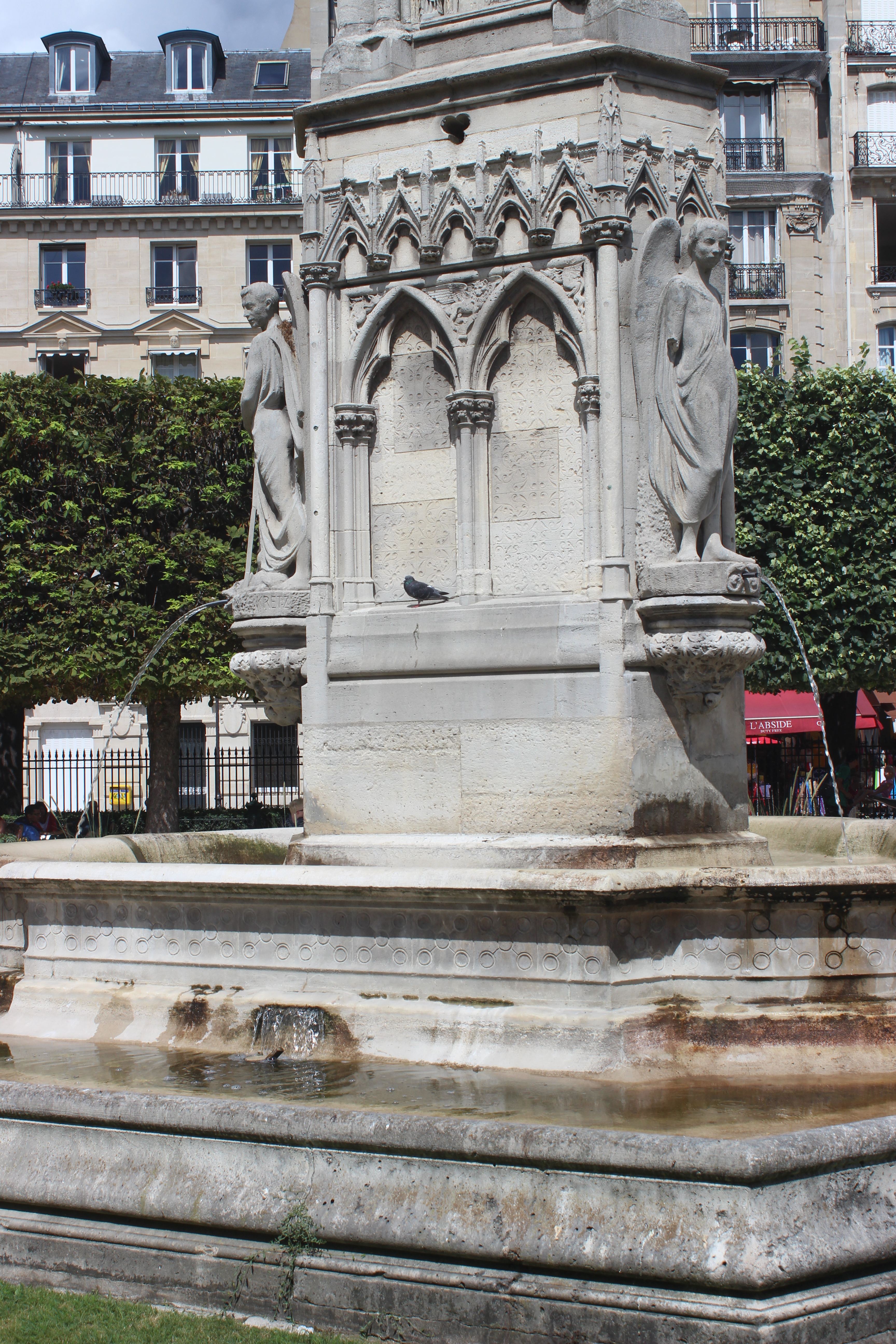
Bassin.
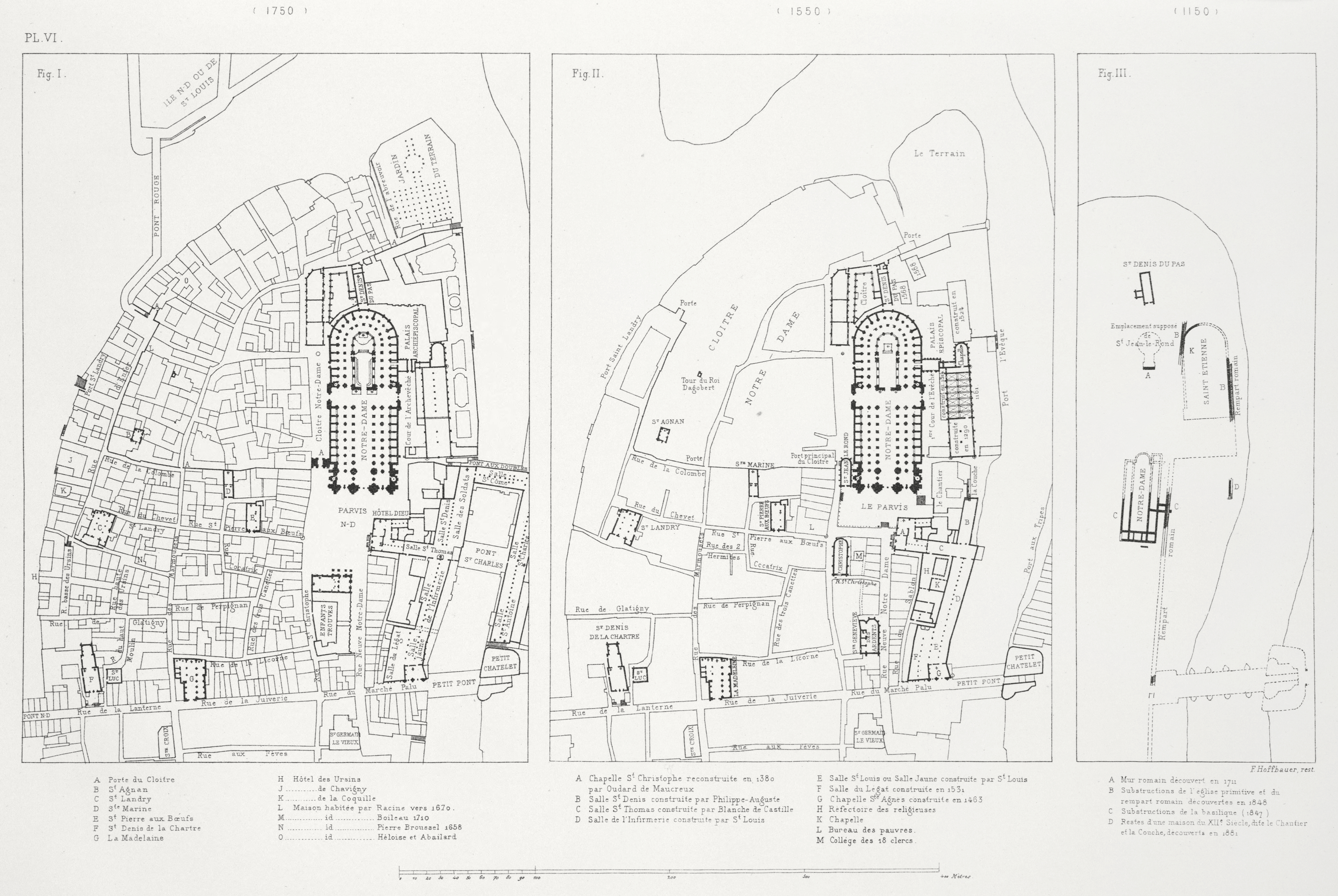
Plan du quartier de Notre-Dame en 1150, 1550 et 1750 tracé entre 1875 et 1882 par Theodor Josef Hubert Hoffbauer.